# Pierre-Luc Périchon
Pierre-Luc Périchon (Bourg-en-Bresse, 4 de enero de 1987) es un ciclista francés que fue profesional entre 2012 y 2023.

## Palmarés

### Ruta
2011
- Boucle de l'Artois
- 1 etapa del Tour de Loir-et-Cher

2012
- París-Camembert

2013
- 1 etapa del Tour de Bretaña

2016
- 1 etapa del Tour de Saboya

2017
- 1 etapa del Tour de Saboya
- Dúo Normando (junto a Anthony Delaplace)

2018
- Polynormande[2]

### Pista
2014
- 3.º en el Campeonato de Francia Persecución por Equipos

## Resultados en Grandes Vueltas
Durante su carrera deportiva consiguió los siguientes puestos en las Grandes Vueltas. 
| Carrera | Carrera         | 2012 | 2013 | 2014 | 2015 | 2016 | 2017 | 2018 | 2019 | 2020 | 2021 | 2022 | 2023 |
| ------- | --------------- | ---- | ---- | ---- | ---- | ---- | ---- | ---- | ---- | ---- | ---- | ---- | ---- |
|         | Giro de Italia  | —    | —    | —    | —    | —    | —    | —    | —    | —    | —    | 94.º | —    |
|         | Tour de Francia | —    | —    | —    | 81.º | 93.º | 42.º | —    | 57.º | 86.º | 92.º | 62.º | —    |
|         | Vuelta a España | —    | —    | —    | —    | —    | —    | —    | —    | 97.º | —    | —    | —    |

—: no participa

Ab.: abandono